# Punct fix (matematică)

O funcție cu trei puncte fixe

În matematică, un punct fix (uneori punct invariant) al unei funcții este un element din domeniul de definiție al funcției în care valoarea funcției este egală cu valoarea argumentului funcției. Adică c este un punct fix al funcției
f dacă f(c) = c. Asta înseamnă că f(f(...f(c)...)) = f(c) = c, o considerație de terminare importantă atunci când se calculează recursiv „f”. O mulțime de puncte fixe este uneori numită mulțime fixă.
De exemplu, dacă f este definită pe {\displaystyle \mathbb {R} \ } prin
{\displaystyle f(x)=x^{2}-3x+4,}
atunci 2 este un punct fix al f, deoarece f(2) = 2.
Nu toate funcțiile au puncte fixe: de exemplu, dacă f este o funcție definită pe {\displaystyle \mathbb {R} \ } ca {\displaystyle f(x)=x+1}, atunci nu are puncte fixe, deoarece x nu este niciodată egal cu x + 1 pentru orice număr real. În termeni grafici, un punct fix x înseamnă punctul (x, f(x)) este pe linia y = x, sau cu alte cuvinte, graficul lui f are un punct comun cu acea linie.
Punctele care revin la aceeași valoare după un număr finit de iterații ale funcției se numesc puncte periodice. Un punct fix este un punct periodic cu o perioadă egală cu unu. În geometria proiectivă, un punct fix al unei proiecții a fost numit punct dublu.

## Puncte fixe de convergență

Iterații în jurul punctului fix x_{n+1} = cos x_{n} când valoarea inițială a lui x_{1} = −1

Un punct fix de convergență al unei funcții f este un punct fix x0 al f astfel încât pentru orice valoare a lui x dintr-un interval din domeniul de definiție care este suficient de apropiat de x0, secvența iterativă
{\displaystyle x,\ f(x),\ f(f(x)),\ f(f(f(x))),\dots }
converge în x0. O expresie a premiselor și a dovezii existenței unei astfel de soluții este dată de teorema punctului fix Banach.
Funcția cosinus (având argumentul exprimat în radiani, nu în grade sau alte unități) are exact un punct fix, care este de convergență. În acest caz, „suficient de aproape” nu este deloc un criteriu strict — pentru a demonstra acest lucru se începe cu orice număr real și se apasă în mod repetat tasta cos pe un calculator (verificând mai întâi că calculatorul este în modul „radiani”). În cele din urmă rezultatul va converge la aproximativ 0,739085133, care este un punct fix. Acolo este graficul funcției cosinus care intersectează dreapta {\displaystyle y=x}.
Nu toate punctele fixe sunt puncte de convergență. De exemplu,  x  = 0 este un punct fix al funcției {\displaystyle f(x)-2x}, dar iterațiile aplicate acestei funcții pentru orice altă valoare decât zero sunt rapid divergente. Totuși, dacă funcția f este continuă și derivabilă într-o vecinătate deschisă a punctului fix x0 și {\displaystyle |f\,'(x_{0})|<1}, atunci convergența este asigurată.

## Aplicații
În multe domenii, echilibrul sau stabilitatea sunt concepte fundamentale care pot fi descrise în termeni de puncte fixe. Urmează câteva exemple.
- În economie, echilibrul Nash din teoria jocurilor este un punct fix privind răspunsul optim.
- În fizică, mai exact în teoria transformărilor de fază, liniarizarea în jurul unui punct fix instabil i-a adus lui Kenneth G. Wilson Premiul Nobel pentru inventarea grupurilor de renormalizare și a explicării matematice a termenului de „fenomen critic”.[4][5]
- Compilatoarele limbajelor de programare folosesc la analiza programelor punctele fixe.[6] Și alte aplicații de analiză folosesc punctele fixe.